# 624
624 (DCXXIV) je bilo prestopno leto, ki se je po julijanskem koledarju začelo na nedeljo.

## Dogodki
- 11. februar - islamski prerok Mohamed zapove muslimanom naj se pri molitvah ne obračajo več proti Jeruzalemu, marveč proti Meki

## Rojstva
- 17. februar - Vu Dzetjan, cesarica dinastije Tang  († 705)

Neznan datum
- Jazdegerd III., zadnji vladar Sasanidskega cesarstva († 651)